# جورج بوند
جورج بوند (بالإنجليزية: George Bond)‏ (11 فبراير 1910 - 1982) هو لاعب كرة قدم بريطاني (وحمل سابقاً جنسية المملكة المتحدة لبريطانيا العظمى وأيرلندا) في مركز الهجوم. لعب مع نادي ميلوول.